# Mariano Castro Taboada
Mariano de la Trinidad de Castro y Taboada fue un político peruano.
Nació en Lima y estudió en España. Regresó al Perú y se desempeñó entre 1801 y 1808 como Subdelegado del partido de Chota, y luego entre 1809 y 1816 del de Cajamarca. En 1813 obtuvo el grado de Coronel del Regimiento de Dragones de Milicias Nacionales de Celendín. En 1821, fue designado por el Virrey Joaquín de la Pezuela, como gobernador político y comandante militar del partido de Cajamarca de la Intendencia de Trujillo. A la llegada de José de San Martín, abrazó la causa de la independencia, manteniendo el mismo cargo de Gobernador de Cajamarca. Simón Bolívar lo designó intendente de la provincia con mando sobre Chota, Jaén, Chachapoyas y Moyobamba, siendo destituido en mayo de 1824.
En representación de la provincia de Cajamarca, fue uno de los sesenta y cinco diputados electos en 1825 por la Corte Suprema y convocados para aprobar la Constitución Vitalicia del dictador Simón Bolívar. Sin embargo, a pesar de que dicho congreso estuvo convocado, el mismo decidió no asumir ningún tipo de atribuciones y no llegó a entrar en funciones.
En 1826 el Prefecto de La Libertad Luis José de Orbegoso, lo designa Rector del Colegio de Patriotas de Cajamarca. En 1827, en el gobierno de José de La Mar, fue designado Prefecto de La Libertad, y Ministro de Guerra y Marina.